# 1913-as magyar úszóbajnokság
Az 1913-as magyar úszóbajnokság a 18. magyar bajnokság volt.

## Eredmények

### Férfiak
| Versenyszám                               | Arany                                                                | Arany   | Ezüst                        | Ezüst   | Bronz                       | Bronz   |
| ----------------------------------------- | -------------------------------------------------------------------- | ------- | ---------------------------- | ------- | --------------------------- | ------- |
| 100 yard gyorsúszás augusztus 20., Újpest | Szentgróthy László MAFC                                              | 56,4    | Breslmayer Kálmán MAC        |         | Cludts Belgium              |         |
| 220 yard gyorsúszás július, Újpest        | Las Torres Béla MAC                                                  | 2:34,4  |                              |         |                             |         |
| 440 yard gyorsúszás június                | Las Torres Béla MAC                                                  | 5:42    | Eperjessy Béla MAC           |         | Károly MTK                  |         |
| 880 yard gyorsúszás június 22., Újpest    | Las Torres Béla MAC                                                  | 12:14   | Eperjessy MAC                |         | Károly MTK                  |         |
| 1 mérföld gyorsúszás augusztus            | Las Torres Béla MAC                                                  | 25:09   | Károly MTK                   |         | Ladányi Újpesti TE          |         |
| 200 yard mellúszás augusztus, Újpest      | Max Weckesser Belgium                                                | 2:46,2  | Demján BTC                   |         | Kamincher Belgium           |         |
| 150 yard hátúszás július, Újpest          | Franz Kellner IWASC                                                  | 2:01,6  | Leo Schultze Poseidon Berlin |         | Bródi Antal Ferencvárosi TC |         |
| 4 × 100 m gyors                           | Hornung Gyula Breslmayer Kálmán Breslmayer Román Las Torres Béla MAC | 4:36    |                              |         |                             |         |
| folyamúszás augusztus 12.                 | Las Torres Béla MAC                                                  | 1:05:02 | Martiny Csillaghegy          | 1:09:14 | Károly MTK                  | 1:09:26 |